# Oxyprorella zebrata
Oxyprorella zebrata är en insektsart som beskrevs av Bruner, L. 1915. Oxyprorella zebrata ingår i släktet Oxyprorella och familjen vårtbitare. Inga underarter finns listade i Catalogue of Life.